# Cucuieții Vechi, Rîșcani
Cucuieții Vechi este un sat din cadrul comunei Alexăndrești din raionul Rîșcani, Republica Moldova.

## Populația
După o hartă din anul 1907 ce este păstrată în Arhiva Sankt-Petersburgului vedem că  satul Cucuieți este populat de maloruși (ucraineni) și moldoveni (români).
Conform datelor recensământului din anul 1897  92% din populație din cifra de 1.935.412 erau băștinași din Basarabia (locali -87,3 %, din alte județe-5,5%) 5,8%-originari din alte gubernii și 1,4% originari din alte state. Din populația venită o bună parte o constituiau originarii din guberniile vecine: Podolia, Herson, Kiev și Volânia. Din cetățenii străini predominau cei din Austro-Ungaria 69,1%, România 10,8%, Grecia 7%, Turcia 5,5%, Germania 3,4%, Bolgaria 1,7%, Franța 0,5%.
Din punct de vedere etnografic componența populației din Basarabia în anul 1897 era foarte diferită :
- moldoveni (români) -47,6%
- maloruși (ucraineni)- 19,8%
- evrei- 11,8%
- mnogoruși (ruși)- 8,1%
- bulgari – 5,3%
- germani – 3,1%
- găgăuzi – 2,9%
- țigani – 0,45%
- polonezi – 0,4%
- armeni – 0,1%
- greci – 0,1%
- albanezi – 0,04%
- francezi – 0,02%
- cehi – 0,02%
- caraimi- 0,005%

Popularea Basarabiei de către ucraineni venea din părțile Galiției. În număr mare se aflau în două localități- la nord- județul Hotin, la sud- județul Ackerman, parțial și în județele Ismail și Bender.
Ucrainenii de la nord erau probabil populație băștinașă din Basarabia de pe timpul triburilor de ulici. Până atunci ei erau numiți raici sau raileni datorită faptului că populau raia Hotinului în timpul dominației turcilor. Ucrainenii Basarabiei de sud erau coloniști din partea de nord a Basarabiei iar o parte din guberniile vecine. În centrul județului Ackerman locuiau ucraineni –urmași ai zaporojenilor; o parte de zaporojeni au trecut pe Nistru în Turcia și Dunai.
În anul 1930 în Regatul României a avut loc recensământul. În cadrul acestui recensământ satele descrise făceau parte din plasa Râșcani jud. Bălți. Mai jos redăm tabloul recensământului pe naționalități și limbile vorbite:
| Denumirea satului | Total | Români | Ruși | Evrei | Țigani | Limba română | Limba rusă | Idiș | Limba romani |
| Alexăndrești      | 390   | 54     | 336  | —     | —      | 1            | 389        | —    | —            |
| Cucueții-Vechi    | 580   | 544    | 9    | 21    | 6      | 540          | 13         | 21   | 6            |
| Cucueții-Noi      | 391   | 381    | 6    | 4     | —      | 381          | 6          | 4    | —            |
| Ionești           | 110   | 65     | 45   | —     | —      | 32           | 78         | —    | —            |

După religie:
| Denumirea satului | Total | Ortodocși | Baptiști | Mozaici | Adventiști |
| Alexăndrești      | 390   | 386       | —        | —       | 4          |
| Cucueții-Vechi    | 580   | 559       | —        | 21      | —          |
| Cucueții-Noi      | 391   | 387       | —        | 4       | —          |
| Ionești           | 110   | 90        | 20       | —       | —          |

Conform recensământului populației din 2004, satul Cucuieții Vechi avea 457 de locuitori: 450 moldoveni/români, 6 ruși și 1 ucrainean.

## Istoria
Îndeletnicirea de bază a moldovenilor a fost din timpuri străvechi agricultura.
Date despre satele contemporane pot fi întâlnite din legendele referitoare la sate, însă multe din ele se află în arhive, sub formă de dosare ce conțin documente aș spune foarte vechi și interesante, care cer a fi asimilate pentru a pune în cunoașterea lor fiecare sătean care la fel este o parte din istoria satului pentru viitor.
În lucrarea editată în anul 1861 la Sankt Petersburg “Список населённых мест 1859 года” satul Cucuieți este arătat că se află pe partea dreaptă a căii poștale Hotin-Bălți, are 27 gospodării, parte bărbătească-68, femeiască-60. Este descris ca fiind la distanță de 28 verste de la orașul Bălți. În sat există o biserică creștină.
În anul 1903 s. Cucuieți are deja 84 case, o biserică cu Hramul Sf. Troiță, o populație 810 locuitori o parte răzeși care au 330 deseatine pământ o parte români împroprietăriți pe pământul Mănăstirii Sf. Mormânt posedă 228 deseatine. Mănăstirea are 1171 deseatine, iar proprietarii 1790 ha. Sunt vii și livezi.
Date despre sat sunt evocate în Anuarul Statistic al Basarabiei pentru anul 1923 care în majoritatea parte se bazează pe datele primului deceniu al secolului XX:
Cucuieții  -Noi anul înființării neprecizat, dar este  atestat la 4 februarie 1878, regiune de colină , Dealul Cucuieții Noi, Camencuța, Pârâul Camencuța. Clădiri locuite – 166, nelocuite-3, menage 166, 457 bărbați și 943 femei, o moară cu aburi, scoală primară mixtă (1b), poștă rurală, delegat al satului în primăria Sturzeni, distanța până la Bălți 45 km, Drochia 37 km
Cucuieții - Vechi - anul înființării 1592, atestat la 25 martie 1624. Satul este menționat la 1840 când s-a ridicat biserica „Sf. Treime” din cheltuiala proprietarului Gheorghe Ghijdeev. Clădiri locuite – 70, nelocuite-1, menage 115, 431 bărbați și 458 total 889; biserică ortodoxă, poștă rurală, delegat al satului în primăria Sturzeni, 
Alexandrești - anul înființării 1898 înființat de către proprietarul Teodor Folișneac și Andrei Bordei, regiune de colină Dealul Holm, Nisipăria. Clădiri locute – 77, nelocuite-0, menage  77, 179 bărbați și 212 femei, poștă rurală, delegat al satului în primăria Sturzeni, o cîrciumăd, distanța pînă la Bălți 45 km, Drochia 37 km
În anuarul “Socec” al României Mari pentru anii 1923-1924 sunt redate date referitoare la satele Cucuieții-Vechi și Cucuieții-Noi.
Cucuieții-Vechi – Plasa Glodeni, locuitori 225. Amplasat la 30 km de la gara Drochia. Primar-Stoian Chirică. Notar-Cotârșov Nicolae. Preot-paroh Raețchii Vladimir. Comercianți (diverși) – Ciubotaru Gh, Golper Victor, Sherman Moșcu.
Cucuieții-Noi – Plasa Glodeni. Două cătune Alexăndreni și Ivanovca. Locuitori 280. 30 km de la gara Drochia. Primar  - Mîrza Ioan. Notar – Cotârșev Nicolae. Învățîtori – Mârza Dumitru. Comercianți diverși: Schachter Iancu, Schachter Șrul.
În anuarul orașului Chișinău și județelor din Basarabia, publicat în 1924 sub editura lui Ș. Șapocinic județul Bălți are următoarea împărțire administrativă: 
Volostea Bolotino cu 27 sate
Volostea Cornești – 37 sate
Volostea Glodeni – 24 sate și anume:
1.	Alexăndreni
2.	Bălani
3.	Camencuța
4.	Cucueții-Noui
5.	Chirpița
6.	Cuhăneștii-Vechi
7.	 Danul Vechi
8.	Danul Nou
9.	Elizavetovka
10.	Glodenii Noui
11.	Glodenii Vechi
12.	Guzumunești
13.	Golășeni
14.	Hiliuți
15.	Iabloana Veche
16.	Ivanovka
17.	Lupăria
18.	Măiești
19.	Nicolaevca
20.	Părjota
21.	Stîncăuți
22.	Soroca
23.	Sturzeni
24.	Zagaicani
Volostea Copăceni – 20 sate
Volostea Fălești – 29 sate
Volostea Chișcăreni – 27 sate
Volostea Slobozia-Bălți –27 sate
Volostea Sculeni – 34 sate
Volostea Ungheni – 24 sate
Volostea Zăbriceni – 28 sate
Urmărim dezvoltarea satelor de raport în perioada pînă la anul 1929 conform informației prezentate în Anuarul României pentru comerț, industrie, meserii și agriculturi editat în an. 1929:
Cucuieții-Vechi- 572 de locuitori. Tribunal în or. Bălți. Judecătoria de ocol Copăceni. Există școală primară. Băcănii: Șerman Moșcu.
Cucuieții-Noi- 583 de locuitori. Tribunal în or. Bălți. Judecătoria de ocol Copăceni. Există școală primară. Cîrciumari: Daciman B; Fierari: Petuhov profir; Agricultori: Coțefi A Constantin-41 ha; Coțefi A Dumitru-41 ha; Coțefi A Nicolae-41 ha.
Ivănești (Ionești) a intrat pînă în anii 1930 în s. Sturzeni ca cătun- 126 de locuitori. Tribunal în or. Bălți. Judecătoria de ocol Copăceni. Mori: Cheptănaru Alexandru; Treerătoare Ciornîi Nichifor; Dulbenco Luchian, Harabara Timofte.
Alexandreni- 470 de locuitori. Tribunal în or. Bălți. Judecătoria de ocol Copăceni. Fierari-Șemenschi Alexe.
Pentru a scrie istoria provenienței unui sat este un lucru foarte anevoios, însă totul e necesar a fi bazat pe documente, probe care să confirme cele descrise ulterior, pentru a fi continuat de urmași pentru urmași. 
Cu toate că satele care sunt prezente astăzi în comuna Alexandrești par a fi vechi, totuși pe aceste locuri au mai existat sate încă mai vechi despre care s-a aflat în urma săpăturilor arheologice. 
În satul Alexăndrești au fost găsite 4 movile funerare din diferite perioade istorice. Cu circa 3000 ani pînă la Hristos a existat o așezare umană pe vatra căreia au fost identificate obiecte de uz casnic din epoca neolitică (ml. IV-III î Hr) și în epoca bronzului mai tîrziu, exista un sat în anii 1300-1100 îHr.
În satul Cucuieții Vechi au fost găsite 4 movile funerare, ceia ce denotă că aici au staționat cete de nomazi. Primul sat a apărut în anii 4000-3500 î Hr. Pe vatra satului au fost identificate fragmente de lut ars, obiecte din cremene, oase de animale, vase de culoare roșie pictate datînd din eneolitic.
Un sat de agricultori a existat aici în perioada romană care a fost incendiat în anul 376 de huni.
În Cucuieții Noi au fost găsite 6 movile funerare Primul sat a existat  cu 3500-4000 î Hr.Satul a fost ars, aici fiind găsite locuri de case arse și diferite obiecte din eneolitic.
În satul Ivănești au fost găsite 6 movile funerare a cetelor de nomazi veniți din stepele asiatice.
Epoca de formare a satelor actuale a început în epoca feudalismului începînd cu secolul 14. Fiecare sat a apărut fondat de cineva, avînd istoria sa la fel ca și a satelor descrise în continuare. 
Satul Cucuieții-Vechi este atestat într-un document din anul 1624 (7132) 25 martie (documentul original se păstraeză în Arhiva Centrală a României din or. București) cînd domnitorul Moldovii Radu voevod (Radu Mihnea (n. 1586 — d. 1626), a fost domnitor al Munteniei: septembrie 1601 - martie 1602, martie 1611 - mai 1611, 12 septembrie 1611 - august 1616, august 1620 - august 1623 și al Moldovei: 24 iulie 1616 - 9 februarie 1619 și 4 august 1623 - 20 ianuarie 1626. ) dă carte pentru stăpînirea a mai multor sate postelnicului Ianache. “Din mila lui Dumnezeu, noi Io Radul voevod, dom al țării Moldovii facem cunoscut cu această carte a noastră tuturor celor ce o vor vedea sau o vor auzi, citindu-se că domnia mea am dat și am întărit credinciosului și cinstitului nostru boier, jupan Ianachie postelnic, dreptile lui ocine și cumpărături, din dreptele lui direse: satul Stolniceni pe gîrlă și satul Scumpia care este în ținutul Iași, care acest sat i-a fost cumpărătura de la Păscălina cheaghina lui Lupul Stoici logofăt și de la fiul lui Ionașcu Stoici, pentru opt sute și cincizeci de ughi de galbeni…
Și de asemenea satul Cucueații în ținutul Iași pe care la cumpărat de la Coste și de la sora lui Ticea, copiii Agafiei și a lui Nasture, nepoții lui Cirțiu și Necoriță, fiul Magdalenii, nepotul lui Ivan și Isac și sora lui Coschița, copiii Stancăi, nepoții lui Stan cel bătrîn și Marica, fiica Erinei nepoata lui Văsiu din dresele lor pe care le-au avut de la Petru voevod, pentru nouăzeci și cinci de ughi buni…
De aceea să-i fie lui de la domnia mea danie și întărire aceste mai sus scrise sate și jumătăți de sate cu locuri de iazuri și și de mori din uric și ocină și cumpărătură cu tot venitul lui și a copiilor lui și nepoților și strănepoților și răstrănepoților și întregului neam al său, care î-și va alege cel mai apropiat, neclintit niciodată în veci.
Iar hotarul acestor mai sus scrise sate și părți de ocine să le fie lor dispre toate părțile după vechile lor hotare, pe unde din veac au fost folosite. 
Iar la aceasta este credința domniei noastre, a mai sus scrisului noi Io Radu Mihnea voievod și credința boierilor noștri: Dumitrașco Ștefan logofăt, Ionașco vornic, Necoară vornic, Tudor și Condică pîrcălab de Hotin, Consatantin Celebi pîrcălab de Neamț, Malcoci pîrcălab de Roman, Miron Barnovsche hatma, Trefan postelnic, Simion gheuca spătar, Curt Celebi paharnic, Neculai stolnic, Hrize vestier, Mihailă Furtună comis ”.
Această danie făcută de Radu voievod postelnicului este cel mai însemnat document care evocă perioada de înființare a satului Cucueți. În document se remarcă că  “ Coste și sora lui Ticea, copiii Agafiei și a lui Nasture, nepoții lui Cirțiu și Necoriță, fiul Magdalenii, nepotul lui Ivan și Isac și sora lui Coschița, copiii Stancăi, nepoții lui Stan cel bătrîn și Marica, fiica Erinei nepoata lui Văsiu dresele le-au avut de la Petru voevod, pentru nouăzeci și cinci de ughi buni”. Remarcăm că acest Petru voievod este Petru al VI-lea Cazacul, Domn al Moldovei: august 1592 - 25 octombrie 1592. Despre originea lui exista date incerte. Cel mai sigur se crede ca ar fi fost fiul lui Alexandru Lăpușneanu. Conform unor documente si scrisori ale epocii respective, Petru avea relatii cu Filip II al Spaniei,cu habsburgii austrieci,la Istanbul iar spre final se împrietenise cu hatmanul Coroanei Jan Zamojsky si cu cazacii zaporojeni de unde i s-a tras porecla de "Cazacul",de mare pret in ochii moldovenilor. A ajuns domn al Moldovei in 1592,dupa mazilirea lui Aron Tiranul, cu sprijinul polonilor ce a stârnit nemulțumiri la Istambul caci numai sultanul avea dreptul de a numi domni la nord de Dunare. A încercat sa adopte o politică antiotomană, trimițînd solii la principele transilvan Sigismund Bathory și în Polonia. În această perioadă pentru a atrage de partea sa boierimea locală a vîndut mai multe pămînturi cu satele recent formate pentru ca locuitorii acestora să lucreze pămînturile boierilor de divan pentru ca aceștea să-i fie fideli lui. La fel în anul 1592 vinde și satul Cucueații.
In toamna lui 1592, Moldova este atacata din doua directii:2000 de osteni intra dinspre răsărit in tara conduși de capitanul Sibrik iar dinspre sud veneau turcii in frunte cu Aron Tiranul si beglerbegul Greciei, Veli-aga. Domnitorul a lăsat osteni hatmanului Oras sa ii întâmpine pe unguri la Baia.Apoi s-a deplasat in sud pentru ai intampina pe turci.Apelase si la cazaci.Dar Sibrik a gasit o alta cale de a intra in Moldova si pe 11-12 octombrie se afla in cetatea de scaun.Petru s-a tras catre Iasi cautand sa se apere in padurile din apropiere.Cazacii au lovit Tighina dar actiunea lor a fost fără nici o utilitate caci domnitorul fusese prins si dus la turci. Petru Cazacul este ucis la 25 octombrie, prin strangulare
Satul Cucuieți este pomenit într-un document ce datează din secolul XVIII, la 20 iunie 1742 cînd domnitorul Moldovei Constantin Mavrocordat dă boierilor și mănăstirilor în baza hotărîrii de obște “cărți de stăpînire pentru moșiile lor”. În acestă perioadă domnitorul dă carte egumenului Damian de la mănăstirea Sf. Sava pentru moșia Cucuieții de peste Prut.
Alt document atestă satul în anul 1757 la 12 iulie. “Scarlat Ghica, domnul Moldovii scrie o carte către boierii hotarnici ca să cerceteze și să hotărească moșiile: satul Hajdeni, Pașcani, Rogojeni, a treia parte din satul Cucueți, proprietate a mănăstirii Cetățuia, împresurat de mejieși”
Alt document datează cu anul 1782, 23 aprilie este actul de învoială între mănăstirea Sf. Sava și răzeșii din s. Cucuieți pentru moșia Cucuieți.
Alt document ce semnalează satul Cucuieți este o scrisoare ce datează cu 9 iunie 1790 “Constantin Mere Acre sănătate!
Iată aici au trimis bade Ioniță Zosăn și cu fiul Dumitraș un izvod de cîte moșii sunt în partea dumisale la ținutul Sorocii. Vai nici de cum să nu Vă atingeți de moșiile dînsului Răspopeni, Roșcani, Cucueții, Foleștii i Trăistenii. I Canta spătar”
Satul este pomenit într-un document ce datează cu 27 septembrie 1830. Un oarecare locuitor al satului Borosenii-Noi a fost chemat în judecătoria județiană pe faptul asupririi țăranilor din satul nominalizat de către proprietarul Kogaun. Acest locuitor, Fiodor Fedico, în vîrstă de 53 ani a mărturisit judecății că proprietarul se comportă aspru cu țăranii satului, și că a chemat ocolașul Samoilă și mazilii din  satul Cucuieți care au împărțit lor pămînt neroditor din ce cauză țăranii satului cu familiile lor au părăsit satul, însă au fost prinși și întorși înapoi în sat. 
O cauză civilă  legată de votcina Cucuieți ne este prezentată într-un document ce datează din 22 martie 1834. Cauza civilă este legată de conflictul iscat între posesorul satului Cucuieți, nobilul din Bălți Manuil Stîrcia și răzeșii acestui sat, referitor la drepturile asupra unei porțiuni de pămînt din sat. Stîrcea a prezentat documente ce datau cu anul 1822 de cînd el se afla în posesia satului Cucuieți. Cauza s-a judecat în diferite instanțe, ajungînd pînă la Judecătoria Civilă  Regională din Basarabia la 29 februarie 1836, care i-a făcut parte de cauză nobilului Stîrcea.
Primul tablou al familiilor din s. Cucuieți  este redat în recensămîntul din anul 1835. În acest an satul aparținea mănăstirii Sf. Sava.
În anul 1839 stolnicul Ioan Bantîș de 47 ani face serviciul judecător la Judecătoria Ținut din Tighina dă o cerere pentru a fi înscris în Cartea Nobilimii. El este căsătorit cu fata lui Toader Bașota. În stăpînire moșiile din județul Iași: două sate Răsăpeni și Izvoare din alte moșii Miclăușeni, Bocșa și Cucuieți, lea primit prin moștenire de la maicăsa, iar Chipercenii i-a luat ca zestre. Pentru origine a prezentat un raport cu iscălitura Mitropolitului Moldovei și a Boierilor Divanului, întărit cu pecetea Domnitorului Alexandru Moruzi în 1805 cu privire la moșia Cucuieți în care se vorbește despre mama sa și rangul tatălui său. În anul 1839 este înscris în partea I a cărții  nobilimii.
Într-un dosar sub nr. 601 al f. 6 inv 8 sunt un șir de documente bine păstrate care ne arată relamentarea unei acțiuni de trecere a mazilului s. Cucueți, Ion Gheorghiev Volcinschii în categoia țăranilor. Documentul datează cu 22 ianuarie 1848 și reprezintă judecarea cauzei de neacord a persoanei nominalizate cu hotărîrile primite anterioare de organele administrative a Basarabiei. Acest Ioan Volcinschii în perioada anului 1848 avea 59 ani, fiind căsătorit cu fiica mazilului s. Cucueți Mihail Mark Mogureani, Maria care la moment avea 48 ani, avînd 3 copii: fiu Konstantin de 16 ani, Nicolai de ½ ani și Iustina de 24 ani.
În baza cercetărilor efectuate s-a stabilit că Ioan Gheorghevici Volcinschii este originar din s. Ștefănești. A venit în Cucuieți în anul 1822. A prezentat judecății o gramotă a domnitorului moldav care datează cu 09 iunie 1827 în care este arătată apartenența sa la mazili. În anul 1835 , în timpul celei de-a 8-le recențămînt al populației i-a fost eliberat un “Etiket” în care familia sa este înscrisă în s. Cucuieți ca mazili.  
Totuși rezultatele judecării cauzei sunt negative, el cu familia sa este înscris în categoia țăranilor, organele administrative bazînduse pe diferite acte normative din cea vreme.
Un document interesant ce se păstrează în Arhiva Națională în d. 873 inv. 3 f. 208 este o plîngere ce datează cu 28 martie 1862, adresată Arhiepiskopului al Chișinăului și Hotinului de la preotul  ce aparținea bisericii din s. Fîntîna-Albă ocolul IV al județului Iași, Pavel Fiodor, și la moment era observatorul școlilor și bisericilor din acest ocol. În această plîngere se stipulează că Dimitrii Dodița pricetnik la biserika din s. Cucuieți refuză să îndeplinească indicațiile superiorilor preotului Stefan Zaim și a mea personală, pentru ce petiționarul intervine cu rugămintea în scopul educării lui D. Dodița acesta să fie îndreptat pentru 2-ă săptămîni în mănăstirea din Călărași. Arhiepiscopul a dat acordul și D. Dodița s-a aflat pentru reeducare timp de 2-ă săptămîni la mănăstirea menționată.
Un alte document ce ține date despre unii locuitori ai satului este actul din 26 august 1870  întocmit de către candidatul mirovova pasrednica a județului Iași sectorul nr.1 Solomon în prezența țăranilor din satul Cucuieți, Vasile Bocarea, Dmitrii Toderenco,Ivan Cibotaru, Constantin Mogoreanu,Tudor Semion, Nicolai Zedeman și starostele satului Cucuieți Mihalachi Miron a fost citită gramota țăranilor din Sturdzeni în fața delegațiilor acestui sat Eftemii Carabulea, Agatii Cristianu, Donica Munteanu, Vasile Balan, Ilea Iacub și Gavril Carabulea referitor la refuzul de a repara iezîtura motivînd că ei au dreptul numai la adăpatul vitelor. De către pisariul satului Sturdzeni Gheorghe Karali, a fost semnat actul din partea sătenilor referitor la refuzul reparației iezîturii..
Într-o lucrarea a Direcțiunii județiene de zemstvă a județului Bălți ce datează din anul 1888 este redat tabloul deținătorilor de pămînt în județul Bălți. În satul Cucuieți pămînt deținea mănăstirea străină “Sfîntul Mormînt”  826 deseatine. Prețul unei deseatine constituia 24 ruble. În total suma  pămîntului deținut de mănăstire constituia 19824 ruble. Pentru fiecare deseatină se plătea impozit cîte 0,76 copeici de fiecare rublă. Astfel pentru suprafața menționată mănăstirea  achita impozit în mărime de 150 rub și 66 copeici.
Totodată țăranii satului Cucuieți dețineau 228 deseatine, în sumă de 5472 ruble. Suma impozitului era de 41 rub și 58 copeici. 
În satul Cucueți mai dețineau pămînt proprietarii:
-	Draganovici – 390 deseatine
-	Pulherii Ciolachi – 699 deseatine;
-	Sajin  - 42 deseatine;
-	Ivan Dragancea  - 42 deseatine.
În lucrarea lui Zamfir Arbure, este descris posesia de pământ în satul Cucueți în anul 1901.
În satul Cucuieți dețineau pămînt proprietarii:
Drăgan – 6860 ha
Cugurean (u) – 770 ha
Ciolac (u)   300 ha
Sajin – 300 ha
Mănăstirea Sf. Morminte – 30 ha
Răzeșii – 1171 ha (Răzeșii pînă la 10 martie 1847 s-au numărat între mazili și ruptași, iar din anul 1847 s-au egalizat în “ODNOVORȚI”, formînd o clasă deosebită a micilor proprietari. Răzeșii posedă pămînd în devălmășeală. Ca urmare la ei au apărut obieciul minoratului numit dreptul la moștenirea celui mai mic fiu, care s-a păstrat până în zilele noastre.)
Țăranii-330 ha.
Alt document care se păstrează astăzi în Arhiva Centrală a Ucrainei este un protocol din 14 decembrie 1907. În acest document sunt stipulate mărturiile a mai multor persoane inclusiv din satele Cucuieții Vechi și Cucuieții Noi referitor la acțiunile  răzeșilor “odnodvorțî” din satul Cucuieții-Noi împotriva strîngerii impozitelor. Primul care a depus mărturii pe acest fapt a fost candidatul la funcția polițienească Alexandru Deonisaovici Pavorozniuc. El mărturisea “la 4 decembrie anul curent la orele 9:00 împreună cu ureadnicul Antonovici am venit în satul Cucuieții-Noi unde l-am găsit pe starosta satului Ivan Vasilache care mi-a spus că stringerea impozitilor de boi, oi, cai este incorectă și că locuitorii satului nu vor permite să fie strinse aceste impozite. La fel aceste vorbe au fost spuse și de alți locuitori ai satului Constantin Popa, Ștefan Grigorievici Vasilache, Zamfirii Ivanovici Martea, Vasile Popa.”
Țăranii satului Cucuieții-Vechi Leonid Mogurean, Sevastian Mogurean, Gheorghii Ivanovici Torița, Fiodor Mogurean și starosta satului Vasilii Russu la fel au fost chemați pentru a depune mărturii. Ei au spus următoarele: “Cînd au venit forțele polițienești să stringă boii și s-au apropiat de case, locuitorii satului nu le-au permis aceasta, atunci polițiștii i-au bătut cu patul armii și au luat 3 boi. Atunci Ivan Bejenari (el e și Lupu) și fiul starostelui Afanasie au sărit pe cai și au mînat boii în vale. Forțele ordinii s-au luat după ei.  Văzînd aceasta locuitorii satului s-au înarmat cu furci, topoare , cuțite și au ieșit să apere boii. În acest moment polițiștii au deschis foc, însă n-au ucis pe nimenea. Astfel impozitele nefiind luate. ”
GRAMOTA DE FONDARE (Anul 1870)
a satului Cucuieți, volostea Copăceni, județului Iași
I
1. În satul Cucuieți în urma celui deal zecelea recensămînt al populației se numără 30 familii și 3 burlaci. Din ei nu se aflau pe loc și locuiau în alte părți a Basarabiei în același rînd și în alte gubernii ale Rusiei 12 familii și 1 burlaci. Locuiesc pe pămînturile mănăstirii  “Sfîntul mormînt al Domnului” în Cucuieți și 18 familii și 1 burlac  așezați cu traiul din alte sate ale Basarabiei. 
În cătunul Sturdzeni în conformitate cu articulul 1 și 7 al instrucțiunilor din 14 iulie 1868 au dreptul la evidență:
```
- din numărul considerat conform reviziei în cătunul Sturdzeni familii 30 și 2 burlaci.
- familii venite înregistrate în cel deal treilea  recensămînt norodnic 5 familii și 1 burlac.
Cu dreptul de a primi pămînt și care permanent se fololsesc de el 23 familii și 1 burlaci.
 În cătunul Cucuieți din  numărul țăranilor care dețin pămînt în baza instrucțiunii din 14 iulie 1868: 
- ce se folosesc de pămînt: 22 familii și 1 burlac
- care nu se folosesc de pămînt : 13 familii și 1 burlaci
```

II.
1.Țăranii din Cucuieți se folosesc de pămînt  în baza condițiilor scrise binevol de către ei și mănăstirea “Sfîntul mormînt al Domnului” ce constau  în următoarele: țăranii au în posesie 138 desetine de pămînt și sunt obligați  fără plată  a lucra pămînturile mănăstirii: să cosească 6-10 prăjini grîu, să-l aducă la depozit și acolo să-l mălătească, totodată sunt obligați să prășească de 2 ori pe an 12 prăjini păpușoi după care să-i taie și să-i ducă la depozit. Totodată erau obligați să plătească cîte 5 copeici de argint pentru pășunatul de fiecare oaie și să dea dijmă de fiecare familie  cîte 2 găini. 
Aceste 138 deseatine erau divizate în 23 sectoare. 
Astfel în baza instrucțiunii din 14 07. 1868 fiecărui țăran i sa dat  cite 9 desitine și 1200 stîngini.
Nădelul țăranilor sateni este amplasat într-un singur sector. La nord-vest se nărginește cu pămîntul votcinei Hiliuți, în posesia moșierului Celac, la nord-est cu pămînturile țăranilor s. Sturzeni, la sud-vest cu pămînturile votcinei Cucuieți ce aparțin mănăstirii Sf. Mormînt al domnului, și mai departe de-a lungul pîrăului Camencuța merge până la pămînturile răzeșilor satului Cucuieți.
Suprafața totală de pămînt bun care a intrat în posesia țăranilor este de 228 deseatine. În afară de această suprafață a mai intrat și pămîntul sub biserică, cimitir,  casele preotului, diaconului, palamariului, două case moșierești, o cîrciumă în total 10 deseatine 150 sajini. Sub drumuri și străză 4 deseatine  356 sajini, sub albia rîulețelor 5 deseatine 487 sajini.
III
Locuitorii satului Cucuieți se folosesc pentru adăpatul vitelor, oilor animalelor domestice de rîul Camencuța și de iazul arendatorului s. Cucueți. Ei nu au dreptul să folosească aceste ape în folosl personal pentru prinsul peștelui, spălatul lînii, inului sau pentru a primi profit. Totodată ei sunt obligați de a repăra digul iazului  la cerearea arendatorului pentru folosirea acestor ape.
IV
Pentru folosirea de pămînt țăranii au obligația de a plăti mănăstirii Sf. Mormînt al domnului cîte 1 rub. 80 cop argint de fiecare deseatină. Anual 410 rub 40 cop. de argint. Fiecare familie cîte 17 rub 10 cop. Această sumă se achită în părți egale la 1 aprilie și 1 octombrie pentru jumate de an înainte.
Această gramotă a fost citită de către Candidatul pentru treburile sătești din Jud. Iași a sectorului I, Solomoni la 26 august 1870 reprezentanților satului Cucueți, aleși de adunarea de obște Vasilii Banari, Dimitrii Toderenco, Ivan Cebotari, Constantin Mogureanu, Todor Simionov, Nicolai Gherman  în prezența martorilor din s. SturzeniEftenii Carabulea, Agatii krestian, Vasilii Balan, Daniil Muntean, Ilia Iacib și Gavril Carabulea.
Printr-o Hotărîre din 26 aprilie 1889 bazată pe Hotărîrea Membrului oficial din 5 martie 1885 țăranul s. Cucuieți Ivan Fiodorovici Ghermani a fost recunoscut în drept de a-i fi distribuit 9 ½ deseatine de pămînt. Pentru acestă suprafață el trebuia să achite cîte 15 ruble 10 copeici anual  începînd cu 1 ianuarie 1889.
În anul 1888 la 14 iunie prin Înalta Hotărîre a fost aprobată Instrucțiunea cu privire la răscumpărarea pămîntului de către locuitorii satelor. Astfel prevederile acestei  Instrucțiuni a fost implimentată procedura și în satul Cucuieți, sub actul de răscumpărare a pămîntului s. Cucuieți, semnat de către guvernatorul moșiilor mănăstirilor străine, general-maiorul Alexei Vasilevici Novogorodțev. Conform datelor de la 31 august 1870 în s. Cucuieți se numărau 24 gospodării (домохозяйн) ulterior prin Hotărîrea Membrului Permanent din 14.09.1882 au mai fost incluși 5 gospodării. Astfel cei 29 de gospodării ce formau satul Cucuieți dețineau 275 deseatine 1200 sajini patrați. Pentru acest pămînt anual se plătea un impozit în mărime de 495 ruble 90 cop de argint. Pentru răscumpărarea acestui pămînt țăranii trebuia să ia o sudă din bancă în mărime de 7300 ruble 75 cop de argint. Acestă suprafață de pămînt se mărginea la nord cu cătunelee Hiliuți și Pîrjota, la est cu pămînturile sătenilor din Sturzeni, la sud cu pămîntul bisericesc al s. Cucueți și din alte părți cu pămîntul ce apărținea mănăstirii Sf. Mormînt al Domnului.
Mănăstirea Sf. Mormînt al domnului deținea în Cucuieți 1144 deseatine de pămînt. Acest pămînt era dat în arendă, în urma licitației desfășurate în or. Chișinău, pentru ce arendatorul trebuia să achite o sumă bănească mănăstirii.
În lucrările lui  Dimitrie Cantemir este stipulat scris că orice domn sau boier care înzește o mănăstirea zidită de dînsul din averea egală cu partea fiecărui copil al său, și avînd teamă ca apoi să nu fie stricată mănăstirea o închina Locurilor Sfinte din Orient, și pe urmă cei din urmă puneau obligații de menținere a bunurilor rînduieli, iar mănăstirea îi dădea o parte din venituri. 
În Basarabia mănăstirea Sf. Mormînt avea 33 moșii.
Pînă în anul 1844 Imperiul Rus nu s-a amesticat în politica Mănăstirilor străine, dar în anul 1844 se formează Instituția Laică, Departamentul Treburilor  Bisericești. La 15 mai 1864 Imperiul Rus a emis un ukaz prin care s-a dispus ca averea mănăstirilor să fie date în arendă, prin intermediul unui împuternicit al mănăstirii prin licitație. La 9 martie 1873 alt Ukaz trece averea Mănăstirilor sub administrarea Ministerului de Externe, care a împărțit venitul mănăstirilor în 5 părți:
1/5 – pentru întreținerea administrației mănăstirii și formarea unui capitale de rezervă;
2/5 se distribuiau mănăstirilor grecești
2/5 pentru Zemstva din Basarabia pentru întreținerea școlilor și bisericilor
Alt ukaz la 21 mai 1876 a imperatorului rus Alexandru al II-ea a impus ca cele 2/5 repartizate zemstvei să fie împărțite 1/5 parte egală Ministerului de culturi și Eparhiei Chișinăulu și alta 1/5 Zemstvei.
În baza Ucazului din martie 1873 în toate moșiile din Basarabia au fost delegați cinovnici pentru a primi moșiilor de la mănăstirile străine. În moșia Cucuieți a fost delegat căpitan loctenentul Verhovschii. Din partea mănăstirii arhimandridul a refuzat să vină. Primirea predarea moșiei Cucueți a avut loc în prezența locuitorilor satului, Dimitrii Toderenco, Ivan Dunder, Dimitrii Mogoreani și starosta satului Petrea Carp. Primirea predarea a fost însoțită de un act, întocmit la 01 august 1873 care a fost confirmat prin semnăturile persoanleor nominalizate și ștampila starostelui.  În act se nominalizează că moșia respectivă întră în posesia Direcției Guberniale a Proprietății de Stat Herson-Basarabia. Totodată a fost efectuată și iventarierea moșiei:
-pămînt total – 1399 deseatine dintre care:
```
arabil și fînețe – 1135 des 1407 saj
folosit de țărani – 278 des
sub 2 case pentru  moșieri și cîrciumă – 5 des. 2294 saj
```

sub vii și livezi și morii de apă – 3 des. 
pămînturile biserivii – 17 des. 256 saj
pămînt ce poate fi folosit – 9 des 843 saj
Pe moșie sunt următoarele construcții: 
- două case împletite acoperite cu paie;
- bucătărie împletită acoperită cu paie
- sărăieș îmletit acoperit cu paie
- moară de apă di scînduri acoperită cu stuh
- cîrciuma împletită, acoperită cu paie.

La moment moșia se află în arenda moșierului grec Teoharii Anastiev Cuși, în baza contractului încheiat la 22 aprilie 1871 cu reprezentatul mănăstirii arhimandridul Nicodim pe un termen de la 01.04.1871 – 31 martie 1878. Pentru arenda acestei moșii anual arendatorul plătea mănăstirii 5050 rub. Țăranii plăteau lui pentru folosirea pămîntului 480 rub și 40 cop. Termentul de plată era la 1 aprilie și 1 octombrie.
După cum e pomenit mai sus moșia Cucuieți a fost dată în arendă moșierului grec Teoharii Anastiev Cuși, în baza contractului încheiat la 22 aprilie 1871 cu reprezentatul mănăstirii arhimandridul Nicodim pe un termen de la 01.04.1871 – 31 martie 1878. Pentru arenda acestei moși anual arendatorul plătea mănăstirii 5050 rub. 
În anul 1875 împotriva  acestui moșier a fost pornită o cauză civilă pentru faptul că n-a achitat deplin arenda pentru anul 1875. 
La 14 septembrie 1880 a fost precăutată plîngerea țăranilor satului Cucuieți de către acelaș Gr. Olișevschii, înaintată la 21 iulie 1880, în prezența reprezentanților satului țăranilor Ivan Cebotari și Vasilii Ianachii aleși la adunarea de obște.În această plîngere este reflectat neacordul de a îndeplini lucrările de reparare a iazîturii înaintat de arendatorul votcinii Cucuieți, evreului Larmogan. Țăranii motivează că întradevăr conform gramotei din 1870 în schimbul adăpatului animalilor domestice în iazul ce aparține arendatorului Larmogan ei sunt datori să repare iazîtura. Însă pe pămîntul țăranilor mai sunt două iaziuri și trece pîrăl Camenca, unde animalele sunt   adăpate, și ei nu se folosesc de iazul nominalizat. În rezultatul precăutării cererii a fost primită decizia în favoarea țăranilor de a-i elibera de obligațiunea de reparare a iazîturii.
Într - un document ce datează din anul 1913 găsim descrierea sectorului II al moșiei  Cucuieți redată în limba rusă. Aici se scrie astfel:” Moșia Cucuieți aparține mănăstirii străine Sfîntul Mormînt al  Domnului, fiind amplasată în partea de nord-vest a județului Bălți, la 163 verste de la Chișinău, 45 verste de la Bălți și 12 verste de la Rîșcani. Moșia este slab populată, cu caractere de stepă bună pentru creșterea cerealelor, vitelor și oilor. Pociva suglinisto-solanciacovii cerinoziom, pe unele locuri trecînd în solanciacuri. Pe moșie  există două iazuri cu scurgere. La nord-vest sectorul II al moșiei se mărginește cu s. Sturzeni și pămînturile bisericești ale s. Cucuieți, la sud-est cu s. Balan și la sud-vest cu sectorul nr. 1 al moșiei Cucuieți. Semnele de hotar sunt bine vizibile. Suprafața sectorului conform planului elaborat în 19100 este de 386 des. 2200 sajini, dintre care pămînt arabil – 312 des. 880 saj p;
Imașuri – 69 des. 288 saj. p.;
Sub iazuri – 3 des. 1792 saj. p.; 
Sub drumuri – 1 des. 1640 saj.p.
Acest sector a fost în arendă de la 1 martie 1897 – 1 martie 199 la locatarii s. Sturzeni și s. Bălani pentru o plată anuală de 2000 ruble, ori aproximativ 5 rub. 20 cop pentru o deseatină. De la 1 martie 1909 pînă la 1 martie 1913 o parte din suprafața sectorului II și anume 147, 5 deseatine a fost în aenda asociației tovărășești din 45 de  familii ale s. Cucuieții-Vechi pentru 1622,5 rub anual. Iar cealaltă parte a sectorului 239 des. 1000 sajini patrați a fost dată în arendă locuitorilor s. Hiliuți pentru o plată anuală de 3067,5 ruble.
În anul 1913, înainte de a expira contractele pentru a lua în arendă  în continuare sectorul II au parvenit mai multe cereri de la:
1. Asociația tovărășească a satului Cucueții-Vechi, reprezentant Dimitrii Parițași Dimitrii Mogureancare arenddau la momnet 147,5 deseatine de pămînt. 
2. Locuitorii s. Hiliuți Ivan Buznea și Grigorie Cucerenco, care arendau 239 des. 1000 saj.p.
3. Asociația tovărășească a s. Cucueți care arendau sectorul I al moșiei, prin reprezentanții Ștefan Levcenco și Roman Melinik:
4. Țăranii satului Alexandrești, Filip Bejenari și Mitrifan Melinic și altor persoane.
5. Locuitorii satului Cucuieții –Vechi și Alexăndrești, Ivan și Filip Baziukov, Ivan Roșca ș.a. total 24 familii.
Analiza efectuată de către conducerea moșiei a decis de a da în arendă de la 1 martie 1913-1 martie 1917:
```
		 - 220 deseatine Asociației tovărășești din satul Cucuieți 67 familii cu 309 suflete de ambele sexe pentru o plată anuală de 2750 ruble sau 12 r. 50 cop pentru o deseatină.
```

		 - 166 des. 2200 saj. p. la 400 de locutori ai satului Hiliuți care nu aveau deloc sau aveau puțin pămînt pentru plata de 2090 ruble anual, sau cîte 12 r. 50 cop pentru 1 deseatină.
După Marea Unire din 1918 a Basarabiei cu România, guvernul a întreprins în decurs a mai multor ani măsuri întru exproprierea moșiilor. Un document  atestă procesul verbal al Inspectoratului Chișinău din subordinea Direcției Cadastrale din 22 august 1932. Inspectorul cadastral Vasile Costin a fost delegat la măsurarea moșiei Stîncăuți - Cucueți, comuna Șapte Bani plasa Rîșcani județul Bălți, ce se afla în proprietatea lui Hristofor Negruș, în mărime de 752 ha 1025 m.p. Această moșie se mărginea cu proprietatea Ecaterinei Dobrograeva, răzeșia locuitorilor satului Cucuieți și satului Balan; moșia Hiliuți, proprietatea satului Hiliuți; moșia Danul, proprietatea lui Capetanopolis; răzeșia locuitorilor satului Mălăiești și nădelurile din s. Șapte Bani. 
Alt document este actul de expropriere a moșiei Chiroșca - Danul, proprietatea lui Capetanopolis. O parte a acestui pămînt a fost repartizat locuitorilor din satul Cucueții -  Noi:
Popa Constantin Gh, 2 ha la prețul de 2165 lei;
Zama Iachim  - 5 ha, la prețul de 4330 lei;
Breiciuc Ana, 5 ha la prețul de 4330 lei;
Benicovschii Gheorghe , 2 ha, la prețul de 1732 lei, 
Dudu Maria, 2 ha la prețul de 1732 lei.
și Alexăndrești: 
Guțu Grigore; Ștefan Vasile; Jaloba Ștefan; Furman Maxim; Corneev Petre; Ana I. Peataș, Grigore Manoi cîte 5 ha de fiecare.
Prețul de expropriere a constituit 750 lei  + 5% (38 lei)+ cheltuieli cadastrale 78 lei, total 866 lei.

### Biserica
Anuarul Eparhiei Chișinăului și Hotinului din 1922 ne stipulează date referitor la Biserica Sf Treime din satul Cucuieții-Vechi. Aici se stipulează că biserica a fost zidită în anul 1840 din piatră de către proprietarul Gheorghe Gadjiev, sate alăturate Sturzeni, Alexandreni, 1 km, Cucuieții Noi și Ivanivka – 2 km sunt 400 gospodari de naționalitate română și ucraineni, este casă pentru preot. Paroh preot Vladimir Raețchii de 43 ani absolvoit Seminarul în 1903, pe loc din 1915. Cîntăreț Antohie Ianacheivici de 25 ani absolvent al școlii de cîntăreți în 1918 pe loc din 1920.
Cercetările efectuate în arhivă au relevat primii lucrători duhovnicești ai satului, ei fiind chiar și în anul 1835 pe cînd biserica din piatră nu era ridicată. Probabil ei țineau slujbile într-o casă pe care și o numeau biserica Sf. Nicolai (ANRM f. 134  inv. 2  dos. 108):
Reieșind din datele stipulate în arhivă, biserica în s. Cucuieții-Vechi a existat mai înainte de anul 1835, după datele din arhivă, referitor la cărțile mitreerhale primele date despre biserică datează cu anii 1820 - 1822.
Faptele date sunt mărturisite și de legenda referitoare la anul 1852, cînd un cioban din satul Nihoreni se muta cu traiul la Sturdzeni, cu scopul de a construi o stîna. Începînd constructia a dat de un ulcior cu galbeni. Ciobanul, care se numea Gheorghe Gîjdea a venit cu ulciorul la Ion Romanaș, care era starostele satului, cerînd un sfat, ce sa facă cu averea găsită. Au presupus ca ulciorul cu galbeni a rămas de la turci si au hotarît sa construiasca o biserica. Piatra de temelie a fost pusa în anul 1852 în satul Cucuieții Vechi care era la centrul comunei. Constructia bisericii a fost finisata la 1862, mai la vale tot din acesti bani s-a constriut o casa pentru preot si o fîntîna. preot a fost numit Ghermoden Vladimir din Edineț. A slujit pîna în anul 1910, a avut 5 copii si soția a trait 105 ani. Preotul a pastorit acei crestini pîna la adînci batrinete. Tot din banii găsiți a fost construită o școală în satul Sturzeni, unde învățau copiii din acele 5 sate.
Am rătăcit mai mult timp în mii de dosare pentru a găsi date referitoare la biserica din s. Cucuieți. Așteptările au fost răscumpărate. Într-un document  bine păstrat ce datează cu 25 aprilie 1857  sub nr. 1716 este reglamentată procedura de precăutare de către Konsistoria Duhovnicească din Chișinău a cererii blagocinului primului sector a Județului Iași, potereu Avramia Antovoschii referitor la distribuirea pămîntului bisericii     Sf. Treime din Cucuieți. Ca urmare s-a hotărît de a îndrepta cerearea organelor abilitate, în care s-a pus viza, ca  bisericii să-i fie distribuite 33 deseatine de pămînt arabil și pășune. La 09 iunie 1856 deja biseriicii i-a fost repartizată în posesie suprafața nominalizată de pămînt.
Un document ce ține de biserica s. Cucueți este o cerere de la un oarecare Ivan Dimitrevici Galița, absolvent al Кишинёвской Псаломщической школы, adresată Episcopului de Akerman Gavril. Galița solicită să fie numit în funcția de psalamșcic la biserica din   s. Cucuieți. Apoi găsim diploma eliberată lui I. Galița, născut la 23 septembrie 1895, originar din s. Kirileni. Înmatriculat la învățîtură în august 1914 a absolvit la 11 aprilie 1917, cu media generală 3 (trei).
Ajungînd și deja incluzîndu-se în lucru la biserica din              s. Cucuieți, la 02 mai 1917 el depune o plîngere Episcopului de Akerman Gavril, în care scrie următoarele: “Am venit în satul Cucuieți și am intrat în funcție. Însă cu regret nu-mi pot exercita serviciul deoarece fostul palomșcic Iacob Goiani refuză de a pleca la noua funcție în s. Maramonovka județul Soroca. Eu am înființat horul, pe care de 8 ani de în funcția deținută nu la înființat Goeanu. Acum el a încercat să mă cumpere promițîndu-mi un onorariu ca eu să plec în Maramonovka. Totodată el a încercat să atragă de partea sa locuitorii satului și părintele bisericii însă n-a putut. Eu am venit să lucrez în satul Cucuieți ca să fiu mai aproape de părinții mei care sunt bolnavi și de soră și de frați. Deacea Vă rog sa-i indicați lui Iacov Goiani ca să plece la Maramonovka”. Ca urmare plîngerea a fost precăutată și lui Goeani i s-a indicat de a pleca la locul său loc de serviciu în s. Maramonovka cît mai urgent.
În anul 1923 a fost procurat pentru eparhia Hotinului 100 ha de pămînt, teren de cultură din comuna Sturzeni, fosta moșie a lui Negruș Cristofor, loc ales și măsurat de către episcopul Visarion în baza Legii de organizare bisericescă din anul 1923, plantat de jur împrejur cu salcîmi.
Cît a durat razboiul, pîna în 1945, Sfîntul locas a fost pustiu. Dupa razboi vine sa slujeasca la biserica din Cucuietii Vechi, preotul Matveenco, care nu avea familie si s-a aflat aici pîna în 1953, cînd biserica a fost închisa. Preotul Matveenco se refugiaza în Ucraina, unde este ucis mișeleste. Aproape 36 de ani, biserica din satul Cucuieți, ca si multe altele a fost distrusa si pustiita. Pe parcursul acestor ani creștinii mergeau la biserica din s.Danu raionul Glodeni care, spre marea fericire, n-a fost închisa.Dar în anul 1989, a rasarit soarele dumnezeiesc si biserica din satul Cucuieți si-a deschis usile pentru creștinii celor 5 sate, acest fapt a fost posibil datorită straduinței pe cere au depus-o creștinii.

### Învățămîntul public
Moldova este așezată între hotarele a două civilizații , la vest latino—germană și la est bizantino-slavonă.
În Basarabia în secolele 19-înc. Sec 20  erau mai multe tirpuri de școli:
- bisericești-cu un curs de 3 ani în 3 grupuri , grija cărora o purta “Sfatul școlar eparhial” și se supuneau mitropolitului din Chișinău.
- ministeriale  cu o singură clasă în 4 grupuri pe la sate, și cu 2 clase și 6 grupuri la orașe , grija acestora era purtată de “Sfatul gubernial al instrucției se supuneau Ministerului Instrucțiunii publice din Petrograd.
- școlile zemstvelor, cu o organizare similară celor ministeriale, grija cărora o purta “Sfatul școlar al zemstvelor”, se supuneau conducătorilor zemstvelor.
În fiecare ședință anuală  a zemstvelor județiene se dădea darea de seamă despre lucrul efectuat pe fiecare compartiment, agricultură, învățămînt,  zoo-veterinărie, etc. Astfel în anul 1907 la adunarea de zemstvă s-a alocat o stipendie lui Mîrzi Dimitrii, fiu de țăran din  s. Cucuieții-Noi în mărime de 20 ruble, care a absolvit școala de trei clase din s. Baraboi. Acest bărbat în continuare va deveni învățător în școala de o clasă din satul Sturzeni. 
În anul 1911 într-o lucrare a zemstvei județului Bălți este redată lista persoanelor care au învățat în Școala profesională de meșteșugărie din Rîșcani. Printre toți studenții se numără și Ivan Sidorovici din satul Cucuieții Noi, răzeș de 17 ani, care a absolvit anterior cursurile în școala de o clasă din s. Sturzeni. În internat se afla din 15 iulie 1909. Învață la specialitate de koleso-plotnicemu. Reușita și disciplina satisfăcătoare.
În anul 1912 în Basarbia funcționau 1709 școli din care 1038 ministeriale și 671 eparhiale.
În anul 1918 învățătorii județului Bălți formează Asociația învățătorilor din județul și orașul Bălți. În această societate puteau intra profesori care aveau vîrsta de majorat, aveau un loc stabil de muncă sau erau pensionari ai acestuii sistem.
În anul 1929 această Asopciație formează și Banca Corpului didactic școlar, societate cooperativă de credit economic și ajutor a corpului didactic.  Această bancă avea drept scop ajutorarea învățîtorilor prin alocarea împrumuturilor bănești. În această asociație iputeau face parte bărbați și femei titulari și suplinitori majori, pensiobnari și foști membri ai cadrului didactic.
În anul 1929 învățîtorii care aparțin acestor societăți sunt:
Cucuieții- Vechi  - Mîrza Dumitru, Raețchii Constantin
Cucuieții – Noi  - Panaitescu Nicolae
Alexandrești – Ungureanu Gheorghe, Unghureanu Nina, Siminel Nadejda, Popescu Ioan, Bulat Ioan, Harabajiu Andrei.
În total la începutul  anului 1929 se numărău în Asociația Învățîtorilor 498 membri din ei 233 faceau parte și din Banca Corpului didactic, ulterior în luna octombrie deja Asociația are un număr de 521 învățători și 265 membri ai Băncii de credit.

### Al doilea război mondial
Ofensiva generala pe frontul Prutului, denumita Operatiunea München, era plănuită pentru 2 iulie. Lovitura principală urma sa fie data de experimentata Armata 11 germana, cu Corpul de Cavalerie român (Brigazile 5 si 6 Cavalerie) si Corpul 11 german (Diviziile 76 si 239 Infanterie germane, Diviziile 1 Blindata si 6 Infanterie române) spre Moghilev Podolsky. Corpurile 30 (Divizia 198 Infanterie germană, Diviziile 8, 13 si 14 Infanterie române) si 54 germane (Diviziile 50 si 170 Infanterie germane, Divizia 5 Infanterie româna) aveau misiunea sa ocupe Bălți si Dubăsari. Armata 4 română urma sa atace cu Corpul 3 (Diviziile 35 Infanterie Rezerva, 11 si 15 Infanterie) către Chișinău și cu Corpul 5 (Divizia de Gardă, Divizia de Grăniceri si Divizia 21 Infanterie) către Tighina. Corpul 11 (Brigăzile 1 și 2 Fortificații) rămânea pe poziții defensive. In Delta, Corpul 2 (Diviziile 9 si 10 Infanterie) trebuia sa forteze traversarea Dunarii si sa curete litoralul pana la Limanul Nistrului. In fine, Armata 3 a primit comanda operativa a Corpului de Munte (Brigada 8 Cavalerie, Brigazile 1, 2 si 4 Munte si Divizia 7 Infanterie) si avea misiunea sa ocupe nordul Bucovinei.
În nord, Divizia 7 Infanterie a inceput atacul la ora 4:00 dupa o pregatire de artilerie de zece minute. Inaintarea a fost insa oprita la 6:30 de puternice contraatacuri sovietice. Insa trupele Corpului 17 din Armata 12 sovietica erau in retragere, datorita patrunderii germane pana la Rovno, care le ameninta spatele. Astfel gen. de divizie Gheorghe Avramescu, comandantul Corpului de Munte, a ordonat atacul pe tot frontul a doua zi. Pe 3 iulie Batalioane 1 si 2 ale Brigazii 1 Munte au inaintat pana in apropierea Storojinetului, au trecut Siretul prin apa, deoarece podul fusese dinamitat in timpul retragerii, si au distrus ariergarda sovietica aflata in oras. In dreapta Brigazii 1 Munte, Brigada 4 Munte a ajuns pe Siretul Mic impingand inapoi ariergarzile Diviziei 60 Munte sovietice. Aripa dreapta a Armatei 3 era formata din Divizia 7 Infanterie si Brigada 2 Munte, Brigada 8 Cavalerie fiind in rezerva. Brigada 2 a inaintat spre Molnita, cu Batalionul 15/Grupul 4 Vanatori de Munte in avangarda, care a dus lupte grele pentru cucerirea Dealului Bourului, in timp ce Grupul 5 a ocupat Dealul Porcului. Divizia 7 a dus lupte in zonele Fantana Alba, Cerepcauti si Petricani, fără a inainta prea mult si pierzand 88 de oameni (7 morti, 72 raniti si 9 disparuti). Pentru a veni in ajutorul acesteia, Brigada 4 Munte a executat pe 4 iulie la ordinul gen. de corp de armata Petre Dumitrescu o manevra cu o parte din forte in spatele trupelor sovietice care se luptau in zona Fantana Alba – Cerepcauti, fortandu-le sa se retraga si astfel Divizia 7 Infanterie si Brigada 8 Cavalerie au traversat si ele Siretul. Brigada 1 Munte a continuat inaintarea si a ajuns cu Grupul 1 Vanatori de Munte al col. Albert Ludwig in fata Cernautilor. Acesta a fost decorat ulterior cu Ordinul Mihai Viteazul clasa a III-a pentru inaintarea rapida a detasamentului sau.. A doua zi, pe 5 iulie, Grupul "Col. Mociulschi" din Brigada 1 Munte (Batalioanele 1, 2 si 23 Vanatori de Munte, Divizionul 1 Obuziere Munte, o baterie de tunuri de munte, o companie anticar si Escadronul 1 Vanatori Calari) a atacat frontal orasul, in timpul ce restul brigazii, masata in Grupul "Col. Marinescu", a manevrat pe vest si Brigada 4 a manevrat pe la est. Amenintate cu incercuirea, trupele sovietice s-au retras. La ora 17:00 au patruns in oras Batalioanele 3 si 23 Vanatori de Munte. Capitala Bucovinei de Nord fusese reluata.
Brigada 2 Munte a trecut Prutul si a inaintat spre Hotin, ducand lupte grele la Noua Sulita si Dincauti, unde trupele sovietice au cotraatacat, situatia fiind salvata de interventia Escadronului 2 Vanatori Calari. Pentru operatiunea de ocupare a orasului, gen. de brigada Ioan Dumitrache, comandantul Brigazii 2 Munte, i s-a subordonat si Brigada 8 Cavalerie, care a inlocuit in stanga sa Divizia 7 Infanterie. Pe 6 iulie el a decis sa atace in felul urmator: Regimentul 2 Calarasi trebuia sa fixeze fortele inamice, in timp ce Detasamentul "Lt. col. Ciubotaru" (comandantul Batalionului 7) si Escadronul 1/Regimentul 3 Calarasi Purtat manevrau pe la est, iar doua batalioane de vanatori de munte si un divizion de artilerie de munte pe la nord-vest. La ora 5:45, avangarda Regimentului 2 Calarasi (Escadronul 3) a ajuns in zona conacului Rates, unde a fost oprita de o rezistenta puternica, cpt. Fortunescu, comandantul unitatii, fiind ranit. Escadronul a fost intarit cu doua plutoane si la 9:00 a invaluit pozitia sovietica pe la est, fortandu-i pe aparatori sa se retraga. Asaltul asupra orasului a inceput la ora 18:00, iar la 19:30 Batalionul 16 a fost puternic atacat dinspre Rucșin. A intervenit Batalionul 9 Vanatori de Munte si a restabilit situatia. Astfel, la ora 20:00, Batalionul 16 a intrat in partea de sud a padurii Hotin, urmat aproape de Batalionul 9. Detasamentul "Ciubotariu" a inaintat pana pe Dealul Imasului, unde a surprins o coloana sovietica in retragere. In timpul noptii, pozitiile detasamentului au fost puternic atacate de infanterie sprijinita de tancuri, dar a rezistat, blocand o eventuala cale de repliere spre sud-est. Pe 7 iulie, pe o ploaie torentiala, luptele au continuat. Batalionul 10 Vanatori de Munte a reusit sa patrunda in nordul orasului, iar Batalionul 16 sa se apropie de satul Atahi, punctul de trecere peste Nistru folosit de sovietici. In ziua urmatoare, Divizioanele 52 si 57 Artilerie Grea au redus la tacere artileria inamica de pe malul stang al Nistrului. La ora 14:00, Brigada 2 Munte a declansat atacul si a eliminat ultimele rezistente de pe Dealul Cetatii si de la Atahi. Pana la ora 17:00, Hotinul era in mainile sale.
In urma acestor succese, Armata 3 a primit ordinul sa schimbe directia de atac spre est. Astfel, Brigada 8 Cavalerie trebuia sa asigure legatura la aripa dreapta cu Corpul de Cavalerie, in timp ce Corpul de Munte urma sa inainteze pana la Nistru intre Vijnievo si Voloscova. Divizia 7 Infanterie a fost subordonata Armatei 4. Pana pe 11 iulie, Armata 3 ajunsese pe aliniamentul Cormani – Romancauti cu Brigada 4 Munte, Romancauti – Climauti cu Brigada 1 Munte si Kalus – Volskova cu Brigada 8 Cavalerie. A doua zi, brigazile de munte au avut ciocniri cu ariergarzile sovietice si spre seara au atins Nistrul in zona Romancauti.
Revenind la data de 2 iulie, pe frontul din nordul Basarabiei, Corpul de Cavalerie din componenta Armatei 11 a inceput trecerea in primele ore ale zilei. Brigada 6 Cavalerie, aflata pe aripa stanga a corpului, la jonctiunea cu Armata 3, a creat cu greu un cap de pod peste Prut in zona nord Serbeni – Dumeni, datorita numeroaselor contraatacuri ale blindatelor sovietice. Divizia 6 Infanterie a inceput traversarea la Cuconesti, Movila Rupta si Corpaci, fără incidente. Regimentul 27 Dorobanti Bacau a reusit sa treaca 2 batalioane peste rau pana la caderea serii. Divizia 1 Blindata a declasat si ea atacul pe directia Bratuseni – Edinita.
Ziua urmatoare, Brigada 6 Cavalerie a ajuns la nord-est de Varatec, iar Divizia 6 a continuat traversarea fără probleme. In schimb Divizia 13 Infanterie a fost atacata foarte puternic de Corpul 2 Mecanizat sovietic la Soltoaia. Rapoartele inaintate comandamentului mentinonau 200 de tancuri, cifra foarte probabil exagerata. Pe 4 iulie, Brigada 5 Cavalerie a trecut si ea Prutul cu Detasamentul "Col. Korne" si a inceput inaintarea pe directia Terebna – Edinita. Divizia 1 Blindata a intervenit cu Batalionul 1 din Regimentul 1 Care de Lupta la est de Bratuseni in sprijinul Regimentului 203 din Divizia 76 Infanterie germana, care era atacat de blindate sovietice si se afla intr-o situatie grea. Divizia 8 Infanterie, subordonata Corpului 30, a iesit din capetele de pod de la Badarai, Chetris si Moara Domneasca, dar a fost oprita de comandamentul corpului, deoarece Divizia 198 germana aflata in flancul sau intampina greutati. Subordonata aceluiasi corp german, Divizia 13 a dus lupte la Sarata Noua, iar ziua urmatoare a intampinat rezistente puternice la Marandeni. Batalionul III/Regimentul 7 Dorobanti a reusit sa ocupe locatlitatea, dar a suferit pierderi mari . Pe 5 iulie, Divizia 5 Infanterie romana, din Corpul 54 german, a trecut si ea Prutul si a luat pozitie pe flancul drept al acestuia.
In timpul noptii de 4 spre 5 iulie, Divizia 1 Blindata a fost angajata langa Branzeni cu elemente ale Diviziilor 74 si 176 Puscasi sovietice (din Corpul 48 Puscasi), sprijinite de tancuri. A pus stapanire pe satele Chetrosita Veche si Parcova, iar grupul sau de cercetare a ajuns pana la Ednita. Ziua urmatoare, acest grup era deja pe Nistru., iar pe 7 iulie grosul fortelor diviziei a ajuns si el la frontiera din 1940, in dreptul orasului Moghilev. Tot pe 7 iulie, elemente ale Corpului de Cavalerie, comandat de gen. de divizie Mihail Racovita, au ajuns langa Lipnic, pe Nistru. Brigada 6 Cavalerie a reusit performanta de a strabate 50 km in acea zi.
Mai la sud inaintarea a decurs mai greu, Divizia 14 Infanterie, din Corpul 30 german, fiind oprita in fata orasului Balti. Batalionul III/Regimentul 13 Dorobanti Stefan cel Mare a atacat frontal satul Biliceni, in timp ce Batalionul II a manevrat localitatea pe la nord. Pe 8 iulie, Divizia 13 s-a alaturat bataliei de la Balti, luptand la Singureni si Dealul Tarinei, o pozitie puternic fortificata, care a fost asaltata de Regimentul 22. Divizia 14 a fost subordonata Corpului 54 si a primit misiunea sa stabileasca un cap de pod la nord de Raut in regiunea Elisabeta, indeplinind-o ziua urmatoare, cand Diviziile 13 si 14 au reusit sa impinga rezistentele sovietice la est de Balti. Regimentul 39 Infanterie a atins Rautul la ora 10:00. Divizia 5 Infanterie, aflata pe flancul drept al Corpului 54 a avut o ciocnire cu cavaleria sovietica in zona Zgardesti-Mandresti. Atacul a fost dat cu doua regimente in linie, in timp ce al treilea era situat in spatele aripii stangi. L-a ora 14:00 Regimentul 8 Dorobanti a cucerit satul Zgardesti, in timp ce Regimentul 32 Infanterie Mircea a respins trupele sovietice la est de Mandresti si din Padurea Gliceni. A doua zi, sprijinit de patru divizioane de artilerie, regimentul a atacat Mandrestiul frontal cu un batalion si cu un al doilea l-a manevrat pe la sud, punand in pericol spatele trupelor sovietice, care s-au retras abandonand mult armament.
Divizia 1 Blindata a primit misiunea de a inainta spre sud, pe directia Mosana-Soroca, reusind ca pana pe 10 iulie sa blocheze calea trupelor sovietice care se retrageau spre Moghilev si sa curete malul drept al Nistrului in zona Soroca. A fost apoi subordonata Corpului 54 german si indreptata spre Balti, contribuind la ocuparea orasului pe 12 iulie. In aceeasi zi, Batalionul III/Regimentul 7 Dorobanti din Divizia 13 Infanterie a intrat in Soroca dupa o lupta scurta.
De pe 13 iulie, Corpul de Cavalerie a trecut in subordinea Armatei 3 si a preluat Brigada 8 Cavalerie de la Corpul de Munte, incepand pregatirile pentru operatiunea de fortare a Nistrului care urma sa aiba loc pe 17 iulie.
Inaintarea rapida din zona nordica a frontului romanesc si atingerea Nistrului s-au datorat replierii Armatei 12 in urma ordinului primit de Frontul de Sud-Vest de la Stavka de a se retrage pe vechea frontiera. De asemenea se pare ca gen. col. Tiulenev, comandantul Frontului de Sud, a supraestimat forta Grupului de Armate Antonescu si a cerut si el retragerea pe Linia Stalin, aflata pe malul stang al Nistrului. Insa ordinul a fost contramandat de Stavka, care i-a cerut sa recucereasca linia Prutului. Astfel s-a ajuns la situatia ca in timp ce Armata 18 sovietica, adusa in graba pe front din Districtul Militar Moscova, se afla peste Nistru in zona fortificata Moghilev-Podolsky, Armata 9 ocupa inca centrul si sudul Basarabiei, ducand lupte grele cu Armata 4 romana.

### Viața satelor în cel de-al doilea război mondial
În anul 1942 găsim oglindite date referitoare la școlile din comună:
Cantina școlii din satul	Nr. elevilor ce iau hrana zilnic	Cu ce	Suma colectării 
În lei
Sturzeni	7	Ceai, slănină, brînză	4500
Cucuieții-Noi	15	Lapte cu zahăr	6700
Cucuieții - Vechi	18	Ceai cu pîine	7000
Pentru loturile școlare au fost alocate suprafețele de pămînt respectiv în satul Cucuieții-Vechi - 6 ha, Cucuieții-Noi - 6 ha și Sturzeni 5 ha.
În conformitate cu ordinul Camerei Agricole Bălți nr. 1872/1042 în ziua de 22.04.1942 ora 11:00 în sediul Ocolului Agricol Rîșcani s-a ținut licitația  publică pentru darea în arendă pe anul 1941/1942 a terenurilor rîmase de urma împroprietăririi: Cucuieții-Vechi - 0, 7989 m.p., imaș.
În anul 1942 a fost elaborată o lege prin care s-a impus de a alege în fiecare sat paznici agricoli. Astfel prin deciziunile Președintelui comitetului agricol comunal al comunei Sturzeni, plasa Rîșcani jud Bălți, Dumitru Cociufli din 11 mai, nr. 9 paznic agricol în satul Alexăndrești a fost numit Turceac Vasile Nicolae, iar prin nr. 10 paznic agricol în s. Cucueții-Vechi a fost numit Mogoreanu Eftimie Ion, nr. 11în s. Sturzeni a fost ales Carabulea Ștefan Petru și prin nr. 12 Băbuța Nicolae. Toți au întrat în exercițiul funcțiunii începînd cu 01 mai 1942.
În conformitate cu Instrucțiunile Ministerului Aprovizionării nr. 2260 din 23 decembrie 1941 și ordinului 8889 al Prefecturii Bălți din 02 ianuarie 1942 au fost cinstituite centrele de colectare a produselor agricole pentru necesitățile armatei. Centrele de colectare în plasa Rîșcani se aflau în:
or. Rîșcani -  COOP Propășirea
s. Baraboi - COOP Dreptatea
s. Brătușeni - BP Brătușeni
s. Nicoreni - BP Nicoreni
s. Terebna - BP Dreptatea
s. Zăicani - BP Zăicani
Viața satelor  după finisarea celui de-al II-lea război mondial 
După finisarea celui de-al doilea război mondial, pe teritoriul Basarabiei s-a instalat puterea sovietică care-l avea în frunte pe marele autoritet “tovarășul Stalin”. Această putere a devenit de temut pentru toți în societate, pentru  disciplină de fier. Structurile ei, partidul comunist și organizația comsolistă a devenit activul societății care se aflau în fruntea conducerii în orice structură administrativă, sat, oraș, raion. Anume în această perioadă se începe perioada colectivizării pentru Basarabia, formarea colhozurilor și sovhozurilor.
În anul 1948 în raionul Rîșcani apare ziarul “Biruința”. Această denumire a fost dată în cinstea victoriei în cel de-al doilea război mondial. Această denumire o aveau majoritatea ziarilor raionale din Moldova în acea vreme. Acest ziar avea un singur scop de a efectua propaganda puterii comuniste în raion. În nr. 1 al ziarului “Biruitorul” pe prima pajină este arătat rolul comsomoliștilor în societate. Citez “Interesante sînt convorbirile despre Regulamentul de alegeri petrecute printre locuitori de către agitatorii comsomoliști din s. Alexandrești. În lucrul acesta se deosebește agitatorul tov. Postaciuc M.N. ”
În nr. 1 al ziarului “Biruitorul” din 01.01.1949, se remarcă un articol “O cooperativă de frunte”. Cooperativa sătească din s. Sturzeni unde președinte este tov. Bejenari P.A. țîne locurile de frunte printre cooperativele stești. În anul de față, (se are în vedere anul 1948) a vîndut sătenilor mărfuri de întrebuințare de larg consum în sumă de 900 mii ruble. În mai multe numere a ziarilor pentru perioada 1949-1951 am găsit lăudarea selipoului din s. Sturzeni. Astfel în nr.38 publicat la 1 mai 1949 ziarul definește 1 mai ca Ziua demonstrării puterilor de luptă ale truditorilor din toate țările. Pe pajinle acestui număr găsim articolul “Selipul fruntaș”. “Cooperativa sătească din satul Sturzeni, președinte tov. Bejenari ocupă locul de frunte în întrecerea socialistă între selipourile raionului care s-a desfășurat la 1 mai. A vîndut locuitorilor mărfuri de larg consum în sum,ăn de 500 mii ruble. S-au deosebit magazinul nr. 1 Sturzeni (vînz. tovarășul M.Prisacari) și nr. 2 al s. Cucuieții-Vechi (vînz. tov. S. Roșca)” În anul 1950 în bilanțul raional cooperativa sătească nominalizată ocupă locul I pe anul 1949 îndeplinind planul anual cu 146%, vînzînd felurite mărfuri în sumă de 1.772.000 lei.
În nr. 5 al ziarului din 15 ianuarie 1949 este remarcată importanța și scopul sovietelor sătești “Sovietele sătești sunt forma superioară a democrației la sat. Născute în 1905 sovietele sunt puternice prin legătura lor cu masele largi ale truditorilor. Totodată în acest articol sunt expuse momente ce țin de organizarea și activitatea sovietului sătesc în s. Ivanușca. “Rău sunt puse lucrurile în sovietul sătesc din s. Ivanușca, preș. Tov. Gorodețkii. El nu atrage în activitate activul satului și învățîtorii””
Viața culturală la sat era reprezentată prin cluburile și bibliotecele sătești. Se remarcă într-o ediție că clubul din s. Cucuieții-Noi, Mihăileni și Hiliuți au devenit adevărate centre de luminare culturală și politică. În cluburi se demonstrau filme sovietice ce arătau rolul partidului comunist, filme ca “Lupta sub Stalingrad”, “Stalin-vojdi naroda”; “Traktoristi”, “Moladaia Gvardia” 
În perioada lunii ianuarie 1949 sunt telefonizate două sate: Cucuieții Vechi și Sturzeni.
În nr. 20 al ziarului raional din 13 martie 1949 apare un articol “Țăranii se unesc în colhozuri”. “…pentru a deveni colhoznici înstăriți ne învață tov. Stalin, trebuie să muncim cinstit, să lucrăm bine pămîntul, să păzim bunul colhoznic , să împărțim bunurile colhoznice ptrivit muncii… Bine au înțeles aceasta locuitorii satului Alexandrești, unde 130 gospodării  s-au adunat și organizat un colhoz, dîndu-i numele Voroșilov. Pînă acum au adunat 30 căruți, 30 pluguri, 30 boroane și 23 cai. N-au rămas în urmă nici țăranii satului Sturzeni și Cucuieții-Vechi care au format în s. Sturzeni colhozul “Partizanul roșu” cu 47 membri  și în Cucuieții-Vechi”- “Biruitorul” ca președinte a fost ales Lazari Constantin.
În numărul 72 al ziarului din 28 iulie 1949 apare articolul “Țăranii se unesc în colhozuri” “În zilele de laurmă au fost organizate colhozuri în numele lui “Lenin” – s. Ivanușca, “Drumul leninist ” în s. Sturdzeni. De tot au fost formate 13 colhozuri. De amu în raion activează 30 colhozuri.
În numărul 133 din 5 decembrie 1950 la 14 ani de la întărirea Constituției URSS, a fost evaluată o diferență între cifre și fapte. În perioada când Basarabia făcea parte din România în cele 32 sate din raionul Rîșcani nu era nici un club. Azi sunt 34 cluburi, 9 biblioteci și Casa raională de cultură.
Pe timpul dominației române în raion erau 20 școli în care învățau 2500 copii, azi există 34 școli dintre care 3 școli mijlocii, 15 școli de 7 ani, 16 școli începătoare, în care învață 8137 copii fără plată. Tot în acest număr este arătat că în raion activează 42 arteluri agricole.